# Kleinkastell Seitzenbuche
Das Kleinkastell Seitzenbuche war ein römisches Grenzkastell an der älteren Odenwaldlinie des Neckar-Odenwald-Limes. Es wurde zur Überwachung eines Passweges errichtet und ist heute ein Bodendenkmal in Baden-Württemberg.

## Lage
Das Kleinkastell lag im spitzen Winkel zwischen den Straßen nach Schloßau und Kailbach. Es wurde wie das Kleinkastell Zwing zur Überwachung des Passweges erbaut, der an der kürzesten Verbindung zwischen Main und Neckar lag.
Das heutige Bodendenkmal befindet sich auf dem Heidenberg (460,7 m ü. NN) an der Kreuzung der Kreisstraße 3919 von Hesselbach (seit 2018 ein Ortsteil der Stadt Oberzent im Odenwaldkreis) nach Schloßau (ein Ortsteil der Gemeinde Mudau im Neckar-Odenwald-Kreis) sowie der sogenannten Siegfriedstraße (Landesstraße 2311), die Ernsttal (zu Mudau gehörig) mit Kailbach (zu Oberzent) verbindet.

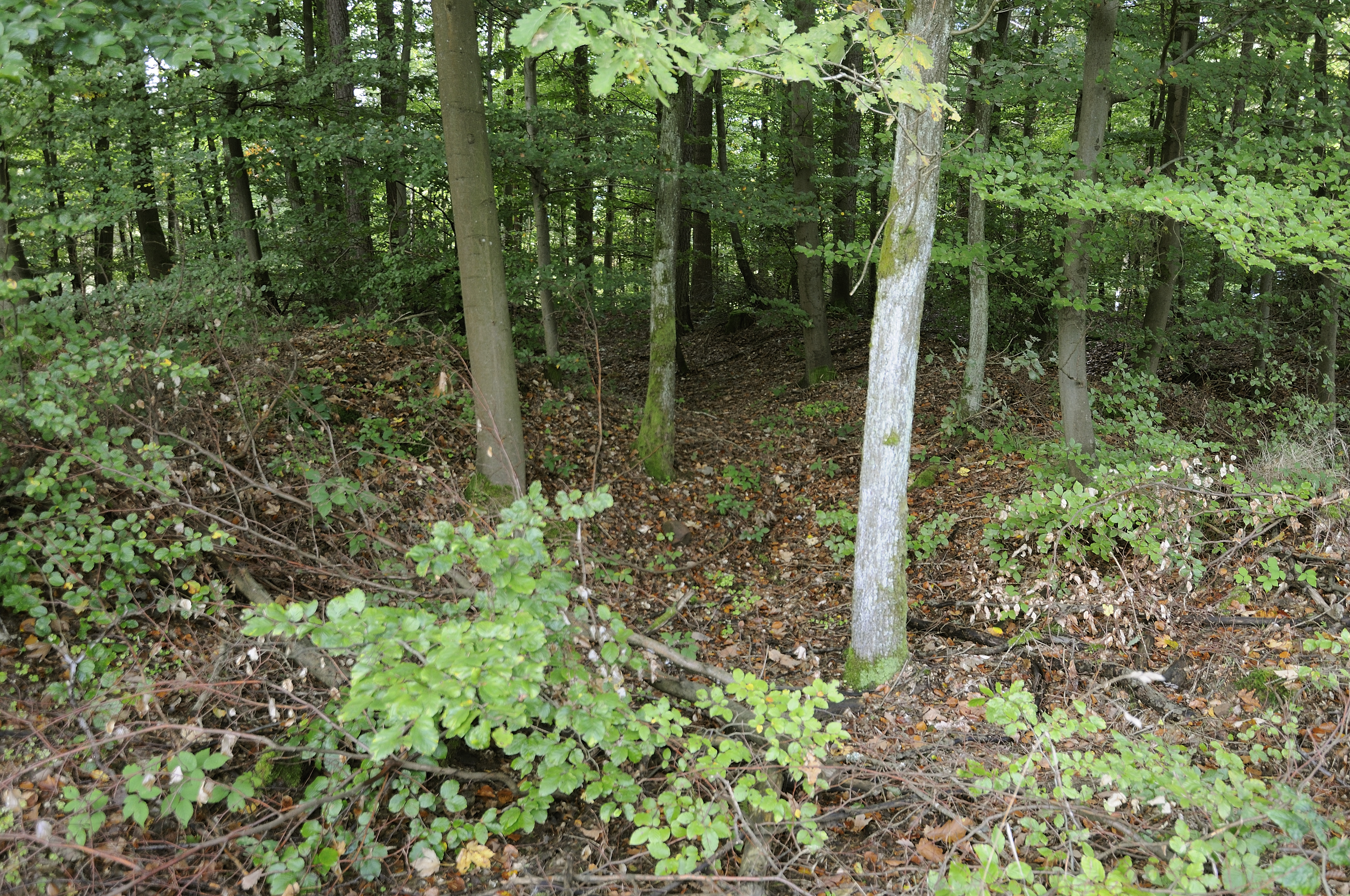
Vom Kleinkastell sind oberirdisch kaum noch Geländespuren sichtbar
Topografische Situation des Kleinkastells nach ORL
Situation am Wp 10/37 (um 1895), einem der ungewöhnlichsten und fundintensivsten Wachtpostenpunkte am Odenwaldlimes

## Kleinkastell
Frühe Forschungen an dem Kastell fanden bereits im 19. Jahrhundert unter Johann Friedrich Knapp statt. Grabungen der Reichs-Limeskommission erbrachten ein Kastell von 20 × 20 m, das dem Befund vom benachbarten Kleinkastell Zwing ähnelte. Nachgewiesen wurde auch ein 2,30 m breites Tor mit rechteckig nach innen umbiegenden Torwangen und einer Schwelle. Ein von Knapp erwähnter Graben konnte nicht mehr nachgewiesen werden. Über die stationierte Einheit ist nichts bekannt.
Das Kastell war bereits früh stark zerstört, heute sind nur noch wenige Untiefen im Wald sowie Gesimssteine der Kastellmauer zu sehen. Am gegenüberliegenden Parkplatz befindet sich eine Erläuterungstafel.

## Limesverlauf vom Kleinkastell Seitzenbuche bis zum Kastell Schloßau
Der Limes verläuft im Bereich der Passhöhe und des Kastells von WNW nach OSO und ändert erst beim Kastell Schloßau wieder seine Richtung. Östlich des Kastells verläuft er leicht hangaufwärts und erreicht seinen höchsten Punkt oberhalb von Schloßau im Bereich des Wp 10/38.
| ORL                                                                                              | Name/Ort | Beschreibung/Zustand |
| ------------------------------------------------------------------------------------------------ | --- | --- |
| KK                                                                                               | Kleinkastell Seitzenbuche | siehe oben |
| Wp 10/37                                                                                         | „In der Schneidershecke“ | Wp 10/37 ist unter allen Limestürmen einer der ungewöhnlichsten Befunde und gibt der Wissenschaft bis heute Rätsel auf. Das erstmals von dem Landgerichts-Assessor und Ortshistoriker Andreas Debon erwähnte Areal, wurde im Mai 1884 durch den Limespionier Wilhelm Conrady (1829–1903) und den Leiter der Großherzoglichen Altertümersammlung, Ernst Wagner (1832–1920), ergraben. Ihre Untersuchungen setzte der Oberförster Langer aus Schloßau fort. Gefunden wurde eine Holzturmstelle mit einem Gesamtdurchmesser von 20 m sowie zwei Steinturmstellen. Beide Steinturmfundamente sind rekonstruiert. Der westlich gelegene hat mit 6 × 6 m gewöhnliche Ausmaße. Ungewöhnlich am östlich gelegenen, 6,60 × 6,60 m großen Turm ist eine an die Nordseite später angefügte Treppe. Eine Weihinschrift an Jupiter befand sich in die Freitreppe eingemauert. Sie wurde gesetzt für die Einlösung eines Gelübdes für die Fertigstellung des burgus und bezieht sich wahrscheinlich auf den westlichen Turm. \| lateinischer Text \| Lesung \| Übersetzung \| \| ------------------------------------------------------------------------------------------------ \| -------------------------------------------------------------------------------------------------------------------------------------------------------------------------------------------------------------------- \| ------------------------------------------------------------------------------------------------------------------------------------------------------------------------------------------------------------------------------------------------------------------------------------------------------ \| \| I·O·M VEXIL COH·I SEQ·ET·RAVR EQ·SVB·CVR ANTON·NATA LIS·LEG XXII·P P·F·OB·BURG·EX PLIC·V·S·L·L·M \| Iovi Optimo Maximo vexillatio cohortis I Sequanorum et Rauracorum equitatae sub cura Antonii Nata- lis (centurionis) legionis XXII Primigeniae Piae Fidelis ob burgum ex- plicitum votum solvit laetus libens merito \| Jupiter dem Besten und Größten vom Baukommando der berittenen 1. Kohorte der Sequaner und Rauraker unter dem Kommando des Antonius Natalis, centurio der 22. Legion Primigenia pia fidelis wegen der Fertigstellung des burgus (Turm). Es hat sein Gelübde gern, freudig und nach Verdienst eingelöst. \| Vor dem westlichen Turm befindet sich heute eine Nachbildung der Inschrift. Wandverputz und Reste einer kräftigen Bemalungen mit roter, gelber und grüner Farbe fanden sich im Schutt des östlichen Turmes und dürften aus dem Inneren stammen. Besonders bedeutsam ist aber der von Langer gemachte Fund von drei nicht ganz lebensgroßen (über einen Meter) kopflosen Götterstatuen aus rotem Sandstein. Sie befinden sich heute mit der Originalinschrift im Römermuseum Osterburken, Kopien sind seit 2009 auch vor Ort aufgestellt. Dargestellt sind Victoria, Mars und Salus in recht guter Qualität einer einheimischen Werkstatt. Die Zusammenstellung der Gottheiten (Siegesgöttin, Kriegsgott und Göttin der Gesundheit und des Wohlbefindens) lassen zusammen mit der Zweckentfremdung des Turms an ein kriegerisches Ereignis denken, doch dürften die Götter bei Soldaten auch insgesamt sehr beliebt gewesen sein. Keilförmige Steinfunde legen nahe, dass die Statuengruppe in einer bogenförmigen Nische aufgestellt war. Am Turm fanden sich ebenfalls die einzigen Belege für eine Ziegelbedachung einer Turmstelle am Odenwaldlimes. Einen Hinweis auf die Datierung liefert ein Bruchstück des Schildes der Victoria, das im Kastell Oberscheidental gefunden wurde. Zusammen mit der Bauinschrift bestätigt das eine Datierung des Heiligtums vor dem Abzug der cohors I Sequanorum et Rauracorum nach Miltenberg um 159 n. Chr. Eine neue Bearbeitung geht davon aus, dass das Schwert der Mars-Statue und der dazugehörige Schwertriemenhalter an das Ende des 2. Jahrhunderts n. Chr. datieren, weil es Kastellfunden aus dieser Zeit entspricht. Deshalb kommen auch kriegerische Ereignisse im Zusammenhang mit dem Alamannenfeldzug des Kaisers Caracalla (213 n. Chr.) als Anlass für die Errichtung des Heiligtums in Frage. Der heutige konservierte und teilrekonstruierte Zustand des Heiligtums entstand im Zuge der ersten Vermessung vom März 1893. Dabei wurde auch eine Ecke über den eigentlichen Erhaltungszustand hinaus wiedererrichtet. Original erhalten war der abgeschrägte Sockelgurt. Da sich im Schutt noch weitere überzählige schräg zurückspringende Gurtsteine fanden, wurde aus ihnen nach mehreren Steinlagen eine zweite Stufung des Turmes rekonstruiert. - Östlicher Turm „B“, späteres Heiligtum. Im Vordergrund das Treppenfundament. - Grundriss des östlichen Turms - Fundmaterial: Ziegelstempel und Sgraffiti - Grundriss des westlichen Turms Unklar ist trotzdem weiterhin die zeitliche Stellung der Steintürme zueinander. Es gibt auch Überlegungen, ob der östliche Turm gar nicht als Limesturm in Betrieb war oder von der Kohorte als Baumuster für die numeri brittonum am Odenwaldlimes diente. |
| Wp 10/38                                                                                         | „Am Rotkreuz“ | Von der Turmstelle in der Nähe des östlichen Waldrandes ist außer wenigen herumliegenden Sandsteinen nichts mehr zu erkennen. Schon die Reichs-Limeskommission fand vom ursprünglichen Fundament- und Mauerwerk nur noch die Ausbruchspuren vor. |
| ORL 51                                                                                           | Kastell Schloßau | siehe Hauptartikel Kastell Schloßau |
| lateinischer Text                                                                                | Lesung | Übersetzung |
| I·O·M VEXIL COH·I SEQ·ET·RAVR EQ·SVB·CVR ANTON·NATA LIS·LEG XXII·P P·F·OB·BURG·EX PLIC·V·S·L·L·M | Iovi Optimo Maximo vexillatio cohortis I Sequanorum et Rauracorum equitatae sub cura Antonii Nata- lis (centurionis) legionis XXII Primigeniae Piae Fidelis ob burgum ex- plicitum votum solvit laetus libens merito | Jupiter dem Besten und Größten vom Baukommando der berittenen 1. Kohorte der Sequaner und Rauraker unter dem Kommando des Antonius Natalis, centurio der 22. Legion Primigenia pia fidelis wegen der Fertigstellung des burgus (Turm). Es hat sein Gelübde gern, freudig und nach Verdienst eingelöst. |

## Denkmalschutz
Das Kleinkastell Seitzenbuche und die erwähnten Bodendenkmale sind geschützt als Kulturdenkmale nach dem Denkmalschutzgesetz des Landes Baden-Württemberg (DSchG). Nachforschungen und gezieltes Sammeln von Funden sind genehmigungspflichtig, Zufallsfunde an die Denkmalbehörden zu melden.